# Feminisme lipstick

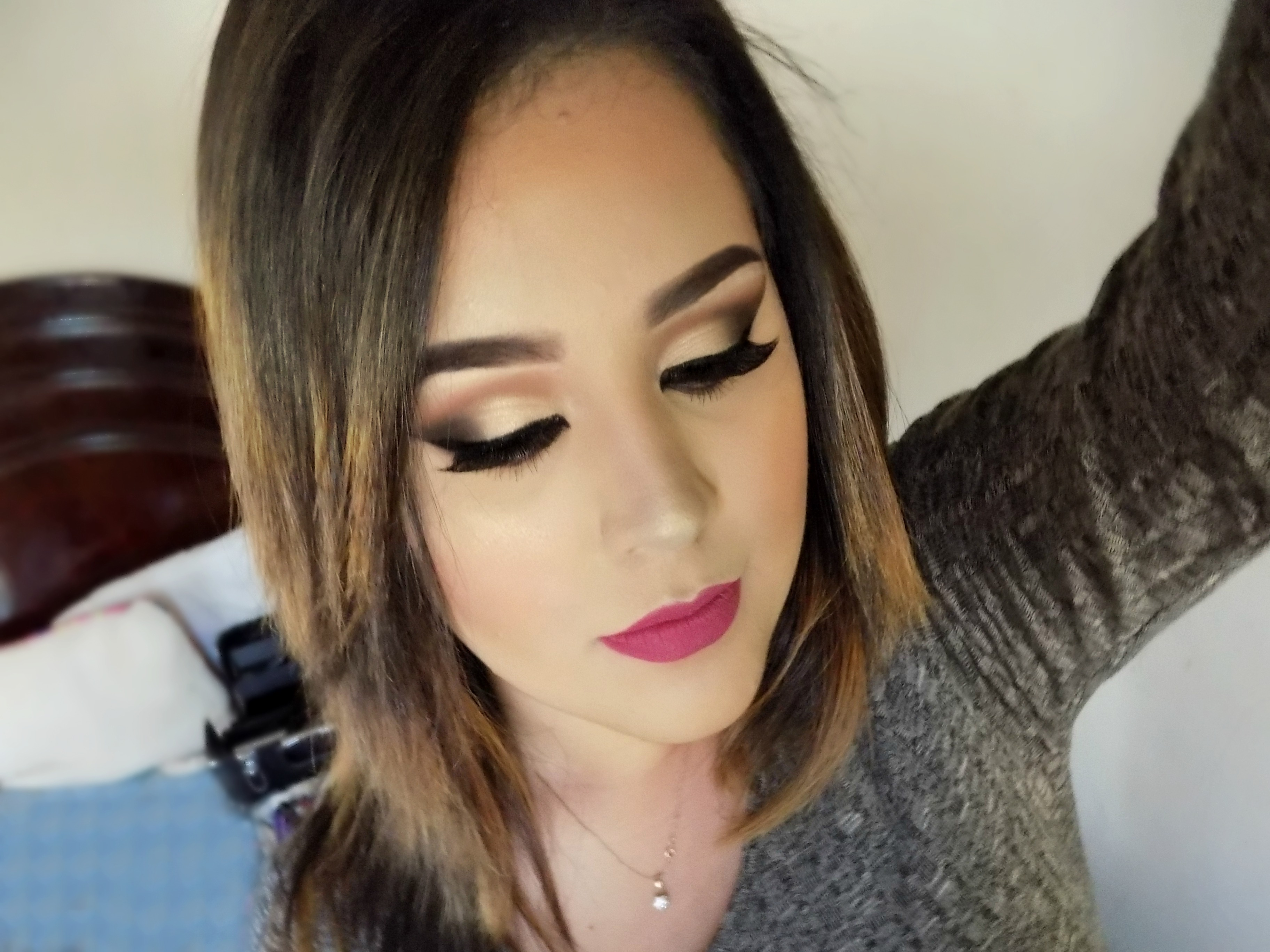
El feminisme lipstick defensa que l'ús del maquillatge i el refermament en la pròpia sexualitat és una forma d'empoderament feminista

Feminisme lipstick, o feminisme de pintallavis és una varietat de feminisme de la tercera onada que cerca unir els conceptes tradicionals de feminitat, fins i tot el poder sexual, amb les idees feministes.
A diferència de les primeres campanyes feministes, centrades en els drets fonamentals de les dones, com el moviment sufragista, el feminisme de pintallavis cerca demostrar que les dones poden ser feministes sense ignorar o negar la seva feminitat, en especial en termes de sexualitat. Durant la segona onada del feminisme, aquestes se centraren únicament en la igualtat legal i social de les dones, rebutjant "abraçar" la seva sexualitat. En alguns casos fins i tot es rebutjava la idea dels homes i, sovint, s'assumien característiques físiques i personals allunyades de la imatge de la dona comú (creant així estereotips referents al feminisme i les feministes que encara perduren). Per la seva banda, el feminisme de pintallavis, abraça els conceptes de feminitat i la sexualitat que emet el propi cos de la dona i la necessitat d'abraçar el sexe.
El feminisme de pintallavis també cerca reclamar certes paraules despectives i convertir-les en poderoses eines pera la seva causa. Un exemple notable del món anglosaxó és el terme "slut" (puta, en català), com es pot veure en el moviment SlutWalk. Això es dona, en part, com a resposta a la reacció ideològica contra les varietats radicals del feminisme de la segona onada, amb els estereotips negatius que va generar com la "feminista lletja " o la "feminista antisexual". Es pot dir que, en part, els èxits del feminisme de segona onada van permetre recuperar aspectes de la feminitat que abans s'havien vist com a desempoderadores, com el maquillatge o els talons.

## Llengua

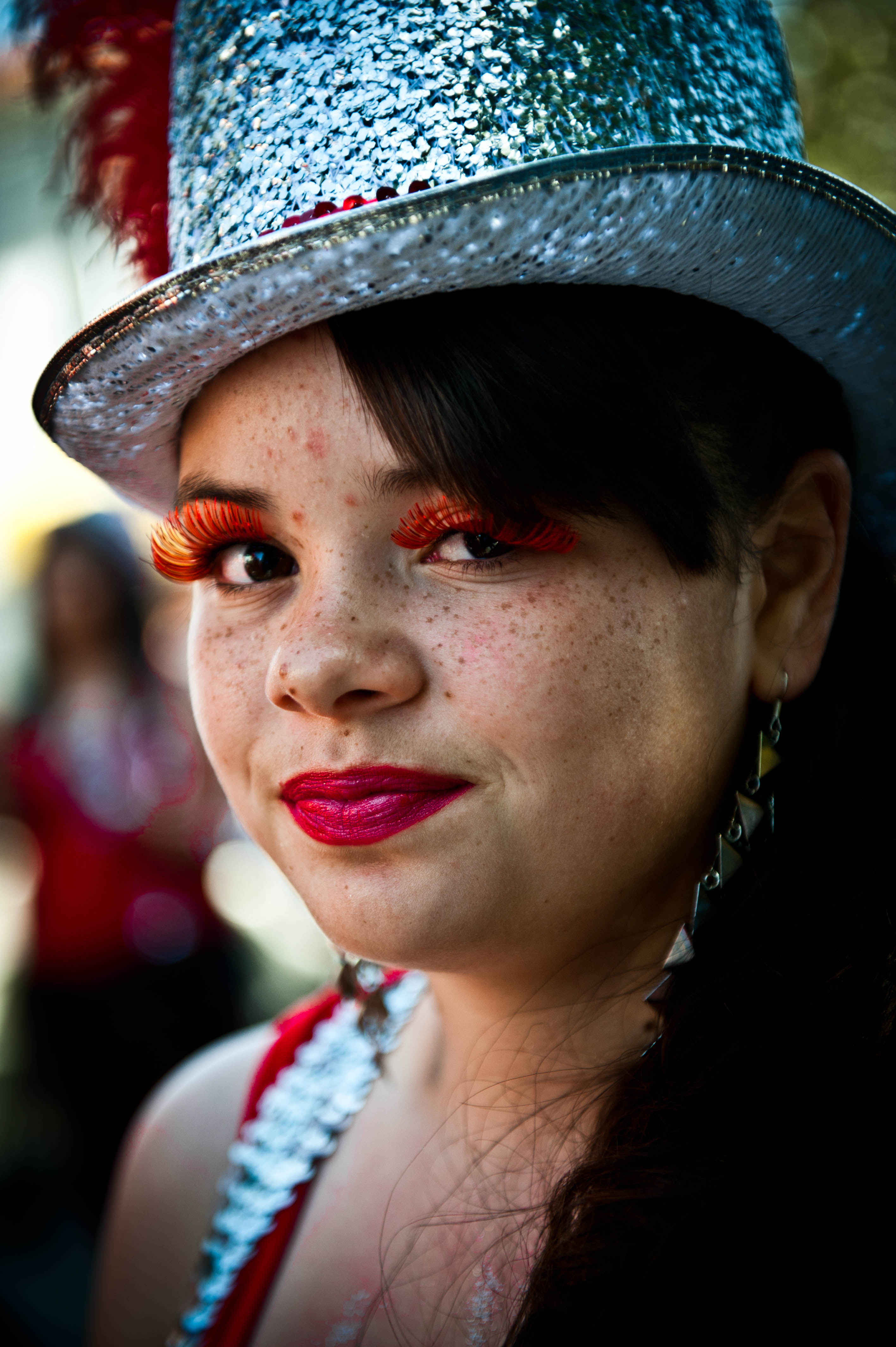
Aquest moviment pretén rompre amb els estereotips que com "la feminista lletja" o "la feminista antisexual" a través del reforçament de la pròpia feminitat

A nivell lingüístic, el feminisme lipstick reclama termes tradicionalment insultants com ara "puta, per tal d'eliminar l'estigma social aplicat a una dona amb un comportament sexual interpretat, de manera patriarcal, com a "immoral i llibertina."

## Visió general
Filosòficament, el feminisme lipstick proposa que una dona pot ser empoderada (psicològicament, socialment o políticament) i maquillar-se, vestir roba sensual i mostrar la seva sexualitat i autoconfiança. La retòrica d'elecció i empoderament es fa servir per a validar les relacions sexuals obertes, perquè ja no representen l'acceptació forçada dels rols de gènere establerts per la societat, com ara la "bona nena", la "dona decent", la "mare abnegada o la "germana virtuosa".

Altres feministes objecten que l'autoanomenat empoderament feminista lipstick és una contradicció filosòfica en la que una dona elegeix cosificar-se sexualment a si mateixa, de manera que deixa de ser ella, sense control de si mateixa o de la seva persona. A tot això el feminisme lipstick respon que la pràctica de l'atractiu sexual és una forma de poder social en les relacions interpersonals entre un home i una dona, que pot donar-se en els àmbits de la igualtat cultural, social i de gènere.

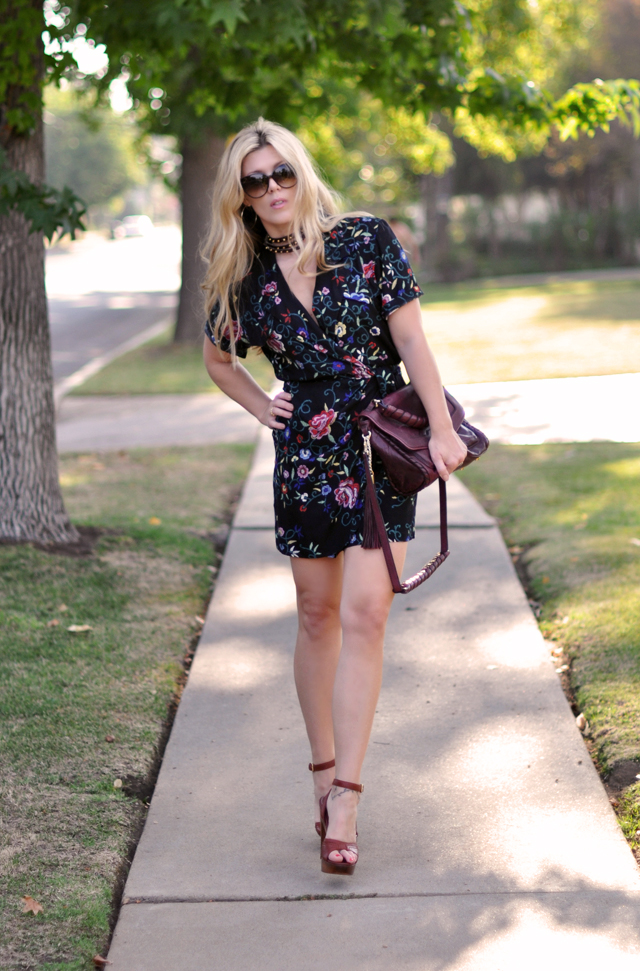
Imatge d'alta costura d'una dona autoempoderada.
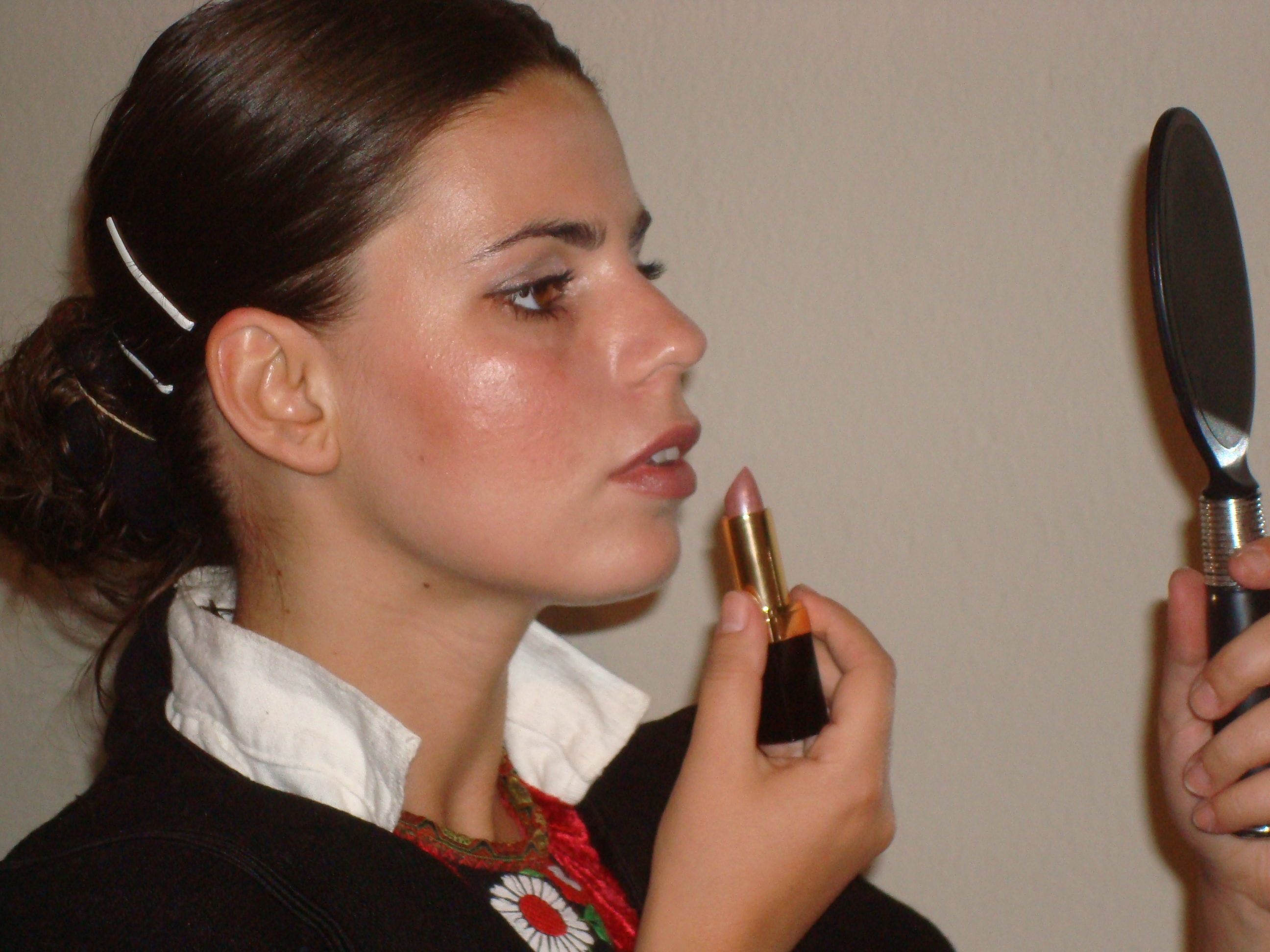
Una estudiant preparant-se abans d'entrar a classe
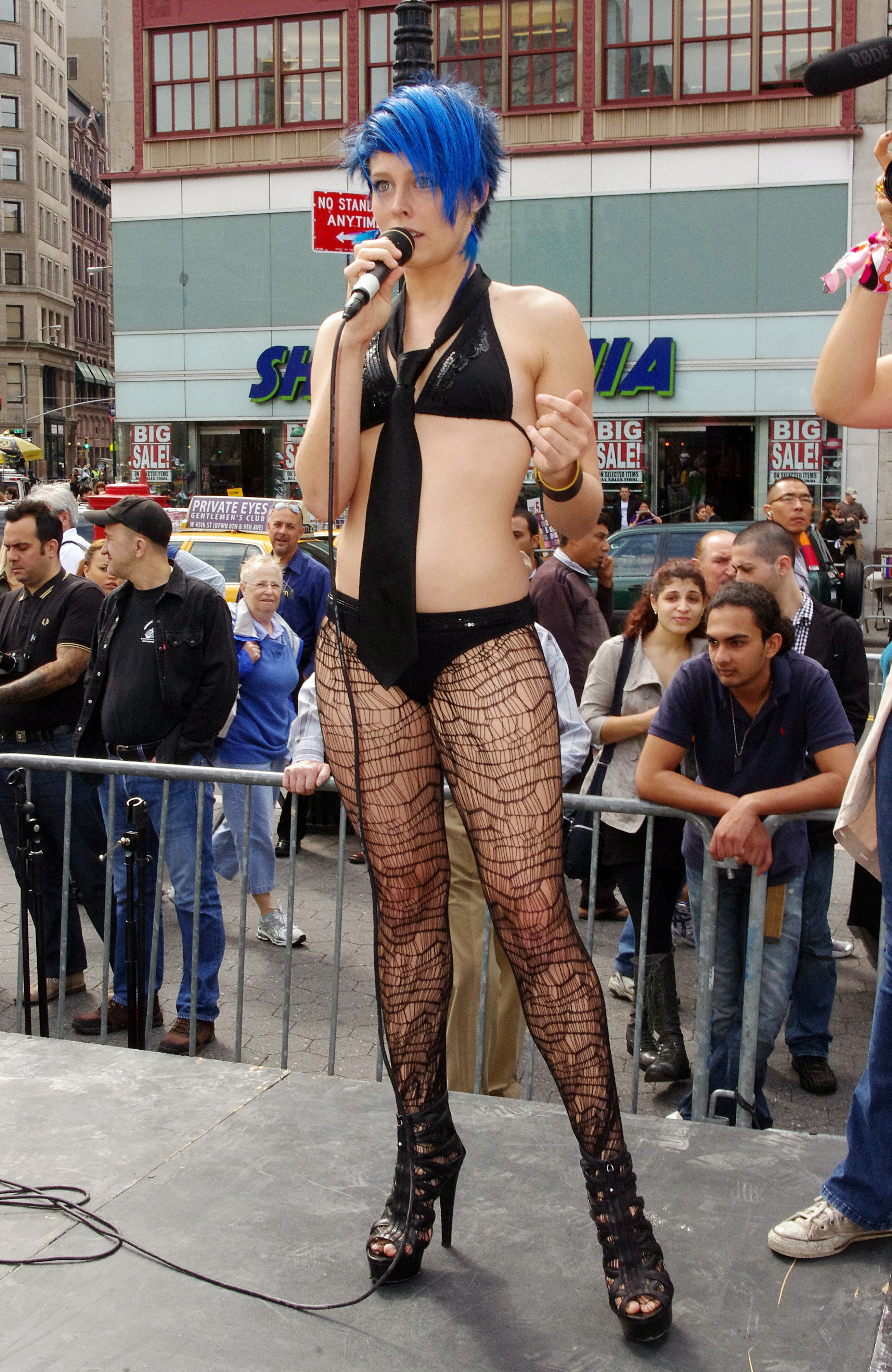
Una participant en la protesta contra l'slut-shaming (titllar de prostituta) durant l'SlutWalk, a Nova York.

### Stiletto Feminism o Feminisme de tacó
El feminisme stiletto o de tacó és una variant més radicat del feminisme de pintallavis, que veu l'ús postmodern de la moda fetitxista com a eina d'empoderament. i estén la discussió sobre l'acceptació del maquillatge a la validesa de dones que practiquen treballs especialment centrats en la bellesa física, com a les ballarines d'striptease o pole dance, així com en l'exhibicionisme o els espectacles lèsbics.

## En la cultura popular
En l'episodi 57 de la sèrie televisiva nord-americana The West Wing, titulat “Nit Cinc”, es mostra una escena en la que els personatges debaten sobre els mèrits del feminisme lipstick. La protagonista decideix que és empoderant, tot determinant que el negativisme sexual distreu de qüestions importants com la bretxa salarial i "l'assetjament sexual honest amb Déu".